# 巴瑟麗人
巴瑟麗人（波斯語：باسری or باصری），是生活在伊朗法爾斯省中部的波斯游牧民族，現今人口約有72,000人，他們的語言是波斯語，屬於稱作Khamseh的部落聯盟。在這個部落聯盟裡，還包含了說土耳其語、阿拉伯语和其他說波斯語的部落。巴瑟麗人的遷移地區主要是在設拉子附近。在巴瑟麗部落中，小帳篷是社會組織的基本單位，而他們的經濟來源主要是羊和山羊。巴瑟麗人信仰伊斯蘭教的什葉派。

## 歷史

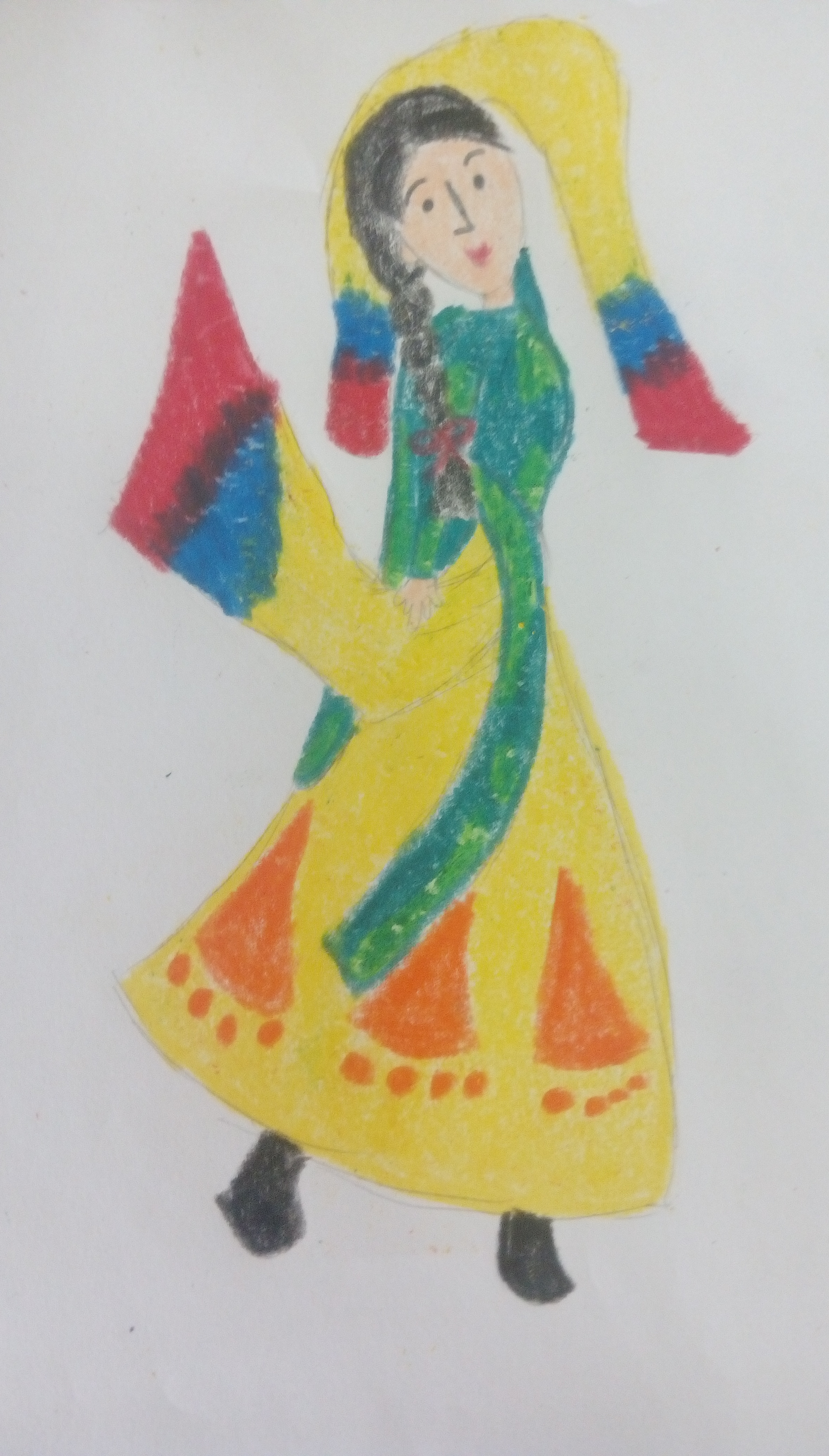
Basseri

巴瑟麗和法爾斯省的其他遊牧民族有文化和家系上的關聯。

### 早期
早期的西方遊客對於波斯游牧部落只有少量的資料，其中常常提到部落的名字以及部分內容。巴瑟麗人因為大量定居和完全遊牧的生活方式讓他們常常被形容成阿拉伯人和波斯人。關於巴瑟麗的早期文獻可以在Morier這本書中找到，這本書的內容是根據1814-1815年收集到的資料寫成。

### 薩法維帝國時代
根據波斯的歷史書籍，巴瑟麗部落在薩法維帝國時代時和阿拉伯酋長有封建關係。
在禮薩汗的統治下，巴瑟麗人被強制定居，因此，只有一小部分巴瑟麗人維持了游牧的習慣而大部分的巴瑟麗人定居了好幾年，這造成他們喪失了大量的牲畜。當禮薩汗在1941年退位後，部落成員恢復了他們遷移的生活習慣，另外，部落中的營帳也被重建，巴瑟麗可以說是經歷了一場復興。然而，目前巴瑟麗有來自外部的壓力要他們定居，而且，巴瑟麗的人口無疑地正在減少。

### 部落聯盟
巴瑟麗的部落聯盟制度在19世紀中葉形成，這個部落聯盟是由阿拉伯的Fars、土耳其的 Ainalu、 Baharly和Nafar以及伊朗的巴瑟麗組成，稱作Khamseh。一開始在部落聯盟中，土耳其部落的 Ainalu和 Baharly是比較強的，巴瑟麗在部落聯盟中變得比較強是在比較晚的時候。大部分巴瑟麗人都同意巴瑟麗在數量和力量上有相當大的成長是在最近三個世代。

## 人口與語言
巴瑟麗人主要分布在現今伊朗西南部的法爾斯省，他們的遷移地區位於首府設拉子附近。現今人口估計約有72,000人。
巴瑟麗人使用的語言是波斯語，當中包含了一些在現今波斯語中找不到的古波斯語。波斯語屬於印歐語系印度-伊朗語族。

## 社會

### 社會組成單位
巴瑟麗社會的基本組成單位是小帳篷，每個小帳篷都是以一個獨立的家庭為中心，並以一位男人為家長，構成一個獨立的生產和消費單位。帳篷中的成員都享有動產的權利，包括牲畜。每個小帳篷有時也代表一個獨立的政治單位，與其他小帳篷的家長及宗族領導人互動，舉例來說，一個小帳篷中的成員認為有必要時，可以離開他原本所屬的小帳篷加入到另一個小帳篷。另外，一個小帳篷和其他小帳篷也能根據他們自己的意見與想法而聚再一起形成一個更大的小帳篷，並非一定要根據親屬關係或者組成組織的規定。

### 社會組織
根據上述所言，小帳篷是巴瑟麗社會的基本組成單位，但族人真正居住的地方是大帳篷，這和他們牲畜管理上的結構和角色有關。
在結構上，每個大帳篷都是邊界清楚的社會群體，一般來說，每個大帳篷都包含數個小帳篷，並且每個小帳篷都有一定的關係，這個關係是持續的，然而，除此之外的接觸和聯繫都是短暫的。實際上，大帳篷成員的多寡和相關的結合要考慮到需要全體一致通過的協定，包括遷徙的問題、帳篷搭建地的選擇以及其他經濟上的考量像是遊牧民族的一日生活和一季生活。這些協定成立的方法有很多種，從大帳篷的領導人的強制到全體相關人員的同意和妥協都有。其中，透過全體同意來形成協定是政治發展的關鍵，這讓大帳篷的領導人控制和協調了各個經濟上獨立的小帳篷之間的合作。巴瑟麗整體社會是這些管理良好的大帳篷的延伸和擴大。

### 政治組織
跟其他有平等和分權傾向的牧人社會不同，尤其是東非的牧人社會，巴瑟麗有由專制的部落首領所統合的等級制度。首領對於統治整個部落中的成員有很大的權力，舉例來說，首領利用各個大帳篷領導人的權力和影響力來統治部落，但首領不釋放權力給大帳篷的領導人，只給予他們一些物質像是馬和武器。
大帳篷的領導人在政治上是很好的職位，比起其他族人，他們能更方便的和首領溝通，舉例來說，他們可以向首領提出對他們有利的提案，同時，他們也可以延遲他們覺得對他們不利的提案。然而，對於大帳篷領導人的這些操作，首領能有組織的利用他的特權和命力有效的控制。

### 社會控制
傳統上，巴瑟麗的規矩是由社會習俗而來，並沒有明確的法律，當部落中有沒辦法解決的爭議，他們尋求部落中唯一的紛爭解決單位，這個紛爭解決單位是由部落首領作為唯一法官而形成。巴瑟麗的社會控制是分散的約束力，並沒有一個統一的約束力。

### 衝突
和中東和非洲的牧人社會不同，這些牧人社會中的親屬關係造成內部不同社會壓力，巴瑟麗比較沒有這種結構上的衝突。內部的個人衝突很容易就解決，因為族人是被允許離開原本的帳篷到另一個帳篷，同時，巴瑟麗部落也會盡量避免和其他外族間的衝突。另外，學者對於巴瑟麗能維持族人中從事農業者和都市菁英間的和平關係給予很高的評價。

## 家庭

### 親屬群體
巴瑟麗的親屬系統是很有彈性的，個人可以運用親屬系統來讓自己在部落中處於較有利的位置。理論上，巴瑟麗的親屬觀念由三個主要的等級組成:所有巴瑟麗人都屬於部落（il），部落又可分成12部分，稱為階層（tira），每個階層又可以再分成數個部分稱為世系（oulad）。
然而，事實上，除了這三個等級制度，巴瑟麗公開承認部落中的其他不同分層，他們透過效忠唯一的首領來將這些分層概念化。可以確定的是，巴瑟麗並不否認不同小帳篷之間的親屬關係和婚姻關係，而這些小帳篷又組成不同大帳篷。但大帳篷成員間的組成並不只是透過親屬關係，可能還會有政治方面的考量。

### 繼承
一開始，小帳篷的領導人運用從父母那邊繼承的結婚財產--牲畜，來建立屬於他的牲畜群。這個分配財產的方式原本是習俗，經由制定好的繼承規則而制度化，在繼承規則中，小帳篷領導人在結婚時有資格從父親那裡繼承牲畜，從此之後，小帳篷領導人要透過他自己的努力來擴大他的牲畜群，如果他失敗了，他無法從他父親那裡再獲得任何牲畜。

### 婚姻
巴瑟麗人的婚姻其實是組成小帳篷的親屬群體間的交易。習慣上，小帳篷的領導人有權利主辦該小帳篷成員的婚約，有些已婚男子還另外為自己再安排婚姻，至於女人和未婚男子則服從婚姻監護人。婚約一般是由非部族的儀式專家或神聖男子制定並寫下，婚約中規定新郎的父親該給多少錢給新娘的父親，這筆錢是拿來給新娘購買衣服、家庭用品和其他新娘要帶到婆家的必需品。婚約中還規定了關於離婚和寡婦的保障，也就是預先安排好了離婚和丈夫若過世後的財產分配。

## 產業與生活

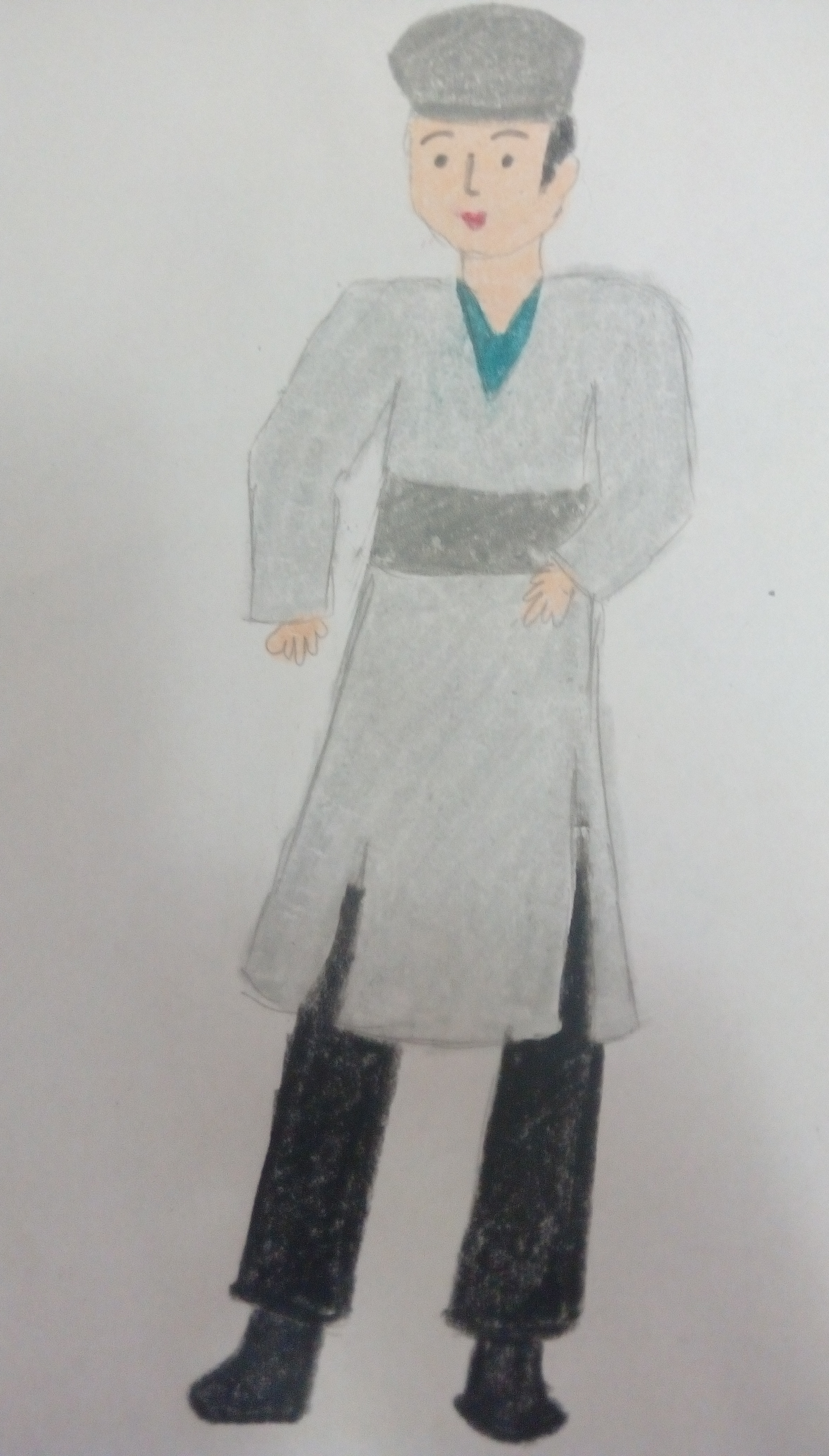
巴瑟麗男子傳統服飾

### 生計
和生活在中東及其他地方的牧羊人相同，巴瑟麗人透過蓄養牲畜維持生計，其中，巴瑟麗人又特別喜歡綿羊和山羊，畜養綿羊和山羊能提供他們其他物品像是羊奶、肉、羊毛和獸皮。巴瑟麗人也畜養驢作為運輸和搭乘的工具，通常是由女人和小孩畜養驢。另外，巴瑟麗人也蓄養馬來當搭乘的工具，不過，馬通常是由男人畜養，同時，巴瑟麗人還畜養駱駝作為運輸用途。要一提的是，有些牲畜只能提供肉而不能提供蛋。巴瑟麗因為多岩石的地理環境而不畜養牛。雖然巴瑟麗人和從事農業的人有接觸，但他們並不實行農業。

### 商業活動
在法爾斯省的牧羊社群，他們透過地毯和羊毛獲得很大的收益，但巴瑟麗人很少參與這項交易，巴瑟麗人主要是生產和銷售羊皮。

### 貿易
如上所述，比起巴瑟麗的鄰近部落，巴瑟麗人是比較少參與貿易的，但這不代表他們不透過交換來獲取他們所需要的物品。事實上，巴瑟麗和其他鄰近部落一樣，他們會到當地市場透過交換來獲得他們所要的物品，他們是拿奶油、羊毛、羊皮，有時候是牲畜來交換，而他們透過交換得到的有麵粉，麵粉是拿來製作他們每餐都要吃的未發酵麵包。巴瑟麗人還透過交換得到糖、茶葉、椰棗、蔬菜、水果、製作衣服的材料、成衣、鞋子、金屬製品和煮菜用具。另外，對較有錢的人而言，他們還獲得玻璃、陶瓷器、鞍、時髦的東西、麻醉劑和無數的奢侈品，從珠寶到旅遊用的無線電。大多數情況下，有些他們獲得的物品是透過和他們有長期貿易關係的行商之間的信用來獲得。

### 男女分工
巴瑟麗人對於工作分配並沒有嚴格的依性別和年齡區分。女人通常負責製作地毯、鞍囊和各種用來裝東西用的袋子。女人通常負責家務像是烹飪，但男人會負責提供木材和水。女人和男人都會負責部落有週期性的遷移工作，並且一起負責蓄養牲畜。不過，男人通常會負責保護部落，避免部落中的財產遭到其他部落的掠奪。另外，男人通常是家庭中的代表，代表家庭來處理事情。

### 土地所有權
和其他游牧的畜牧主義者一樣，巴瑟麗人也需要廣大的草原來來蓄養牲畜，在這方面，巴瑟麗人透過一個有彈性的系統來管理，在這個系統之下，關於草原的所有權人不只一人的狀況獲得解決。理論上，巴瑟麗人相信所有草原都是有主人的，沒有任何草原不屬於任何人，換句話說，土地都必定歸屬於某一人;然而，實際上，土地不屬於個人，而是屬於某個部落中世系（oulad）的後代，由這群後代共同擁有，因此，每個畜牧者都有使用土地的權利，並不專屬於某個成員。最重要的一點是，當有土地所有權重疊的情形發生時，不同世系的成員同時都擁有在這塊土地畜牧的權利，並且，他們在不同季節對土地安排有不同的用途。另外，各個世系的成員會傳承習俗上的游牧路線，這個路線讓他們清楚哪些地方可以讓牲畜有牧草和水源。除此之外，小帳篷的領導人會在他們遷移的路上向定居的農人購買農業用的小塊土地，這些農業用的小塊土地並非種植單一作物，而是種植多種作物。

## 信仰與習俗

### 信仰
巴瑟麗人信仰伊斯蘭教的什葉派。然而，實際上，巴瑟麗人對於伊斯蘭教的教義、習俗和慶典並沒有非常熟悉，舉例來說，他們並不是很清楚伊斯蘭年應該做什麼。另外，巴瑟麗人也沒有一直都遵循伊斯蘭教的習俗，他們很少慶祝開齋節和其他伊斯蘭教的慶典。

### 習俗
如上所述，巴瑟麗人很少慶祝宗教上的慶典，相對的，他們比較重視其他世俗的慶典，像是在出生、結婚和死亡時的儀式。

## 文學與藝術

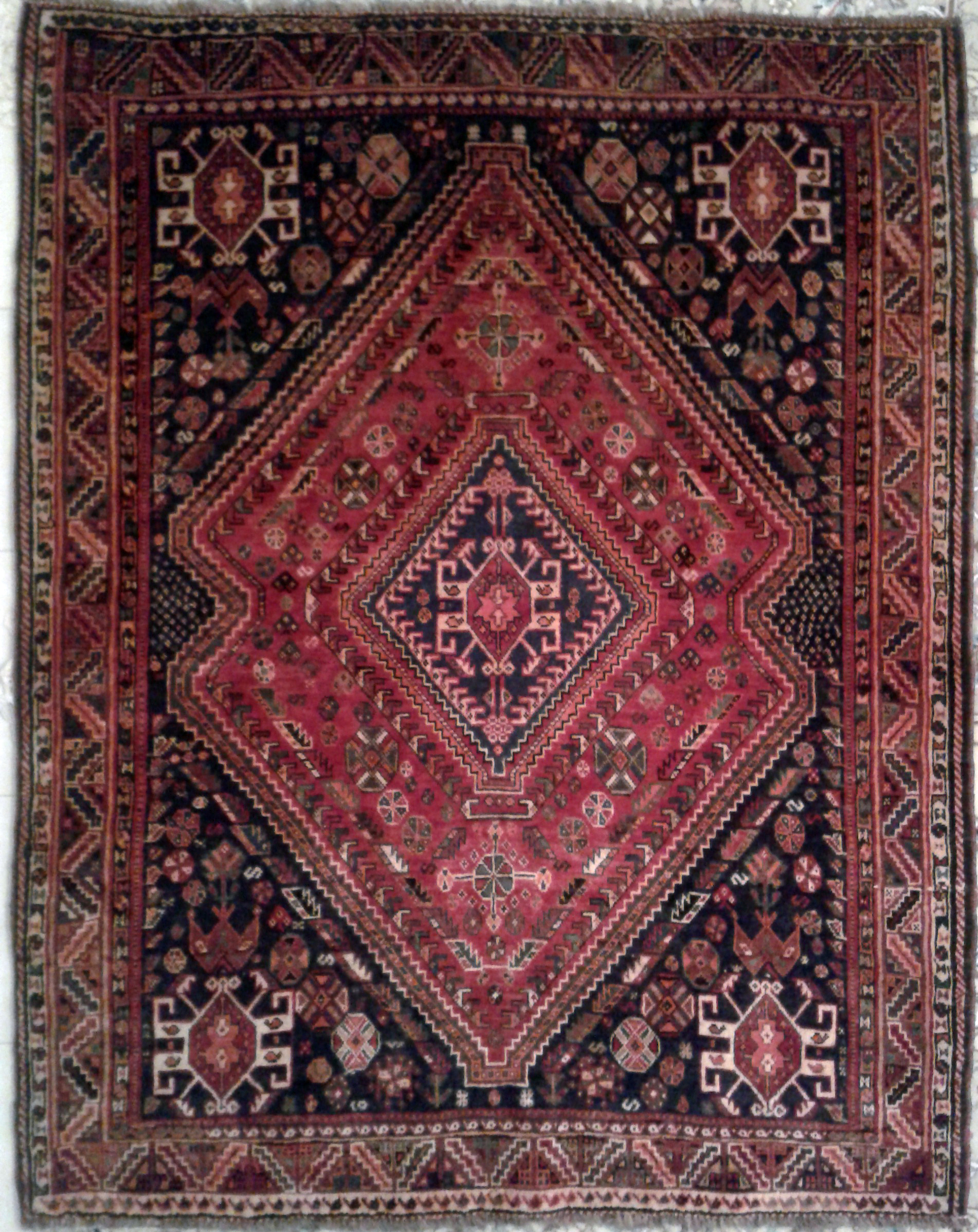
Basseri的地毯

巴瑟麗的工藝主要為紡織和地毯，他們還加工羊毛來製作機織織物和繩子。另外，巴瑟麗人還製作鞍囊、袋子和帳篷，其中，他們製作帳篷非常有名，他們是利用羊毛來作帳篷的外皮，可以防水和有保暖的效果。